# Expositio in cantica canticorum
Die Expositio in cantica canticorum (auch Willirams Hoheliedkommentar genannt) ist ein lateinisch-althochdeutscher Bibelkommentar, der im 11. Jahrhundert durch den Benediktinerabt Williram von Ebersberg verfasst wurde. Darin wird das alttestamentliche Hohelied aus dem Lateinischen ins Althochdeutsche übersetzt, paraphrasiert und kommentiert.

## Inhaltsangabe und Aufbau
Dem eigentlichen Kommentar geht ein Prolog voran, in welchem Williram die Auswahl des Textes und seinen Entscheid, in der Vernakularsprache zu schreiben, begründet sowie den damaligen Stand der Theologie und den Aufbau seiner ‘Expositio’ kommentiert.
Neben das Hohelied stellt Williram einerseits eine lateinische Paraphrase und einen lateinischen Kommentar in leoninischen Hexametern, andererseits, in Prosaform, eine volkssprachliche Paraphrase und einen Kommentar in deutsch-lateinischer Mischsprache. Diese Fünfteiligkeit unterstreicht er mit dem Seitenlayout mit größerer Schrift für die Mittelkolumne mit dem Vulgatatext und mit roten Initialen unterteilten Seitenkolumnen.
Das Hohelied ist ein Buch aus dem Alten Testament, das König Salomo zugeschrieben wird. Es handelt sich dabei um teils explizit erotische Liebeslyrik. Es wurde im Altertum und im Mittelalter intensiv rezipiert und kommentiert, Willirams Text reiht sich also in eine lange Tradition ein. Er ist allerdings der erste mittelalterliche Kommentator, der zur Volkssprache greift.
Williram schließt sich der im Mittelalter üblichen allegorischen Auslegung des Hohenliedes als Hochzeit zwischen der Kirche (ecclesia) und Christus an. Williram gestaltet nicht nur den Bibeltext als Dialog zwischen Kirche und Christus, sondern auch seinen Kommentar.
Eine wichtige Vorlage für Williram ist Haimos von Auxerre Hoheliedkommentar. Vermutlich kannte er auch Angeloms von Luxeuil Kommentar.

## Entstehungskontext
Man kann die Entstehung des Kommentars ziemlich genau in die 1060er-Jahre datieren, da Williram sein Werk dem jungen König Heinrich IV. widmete. Nach dem Tod seines Gönners Heinrich III. 1056 lag ihm daran, dem neuen König seine Reverenz zu erweisen.

## Überlieferungssituation

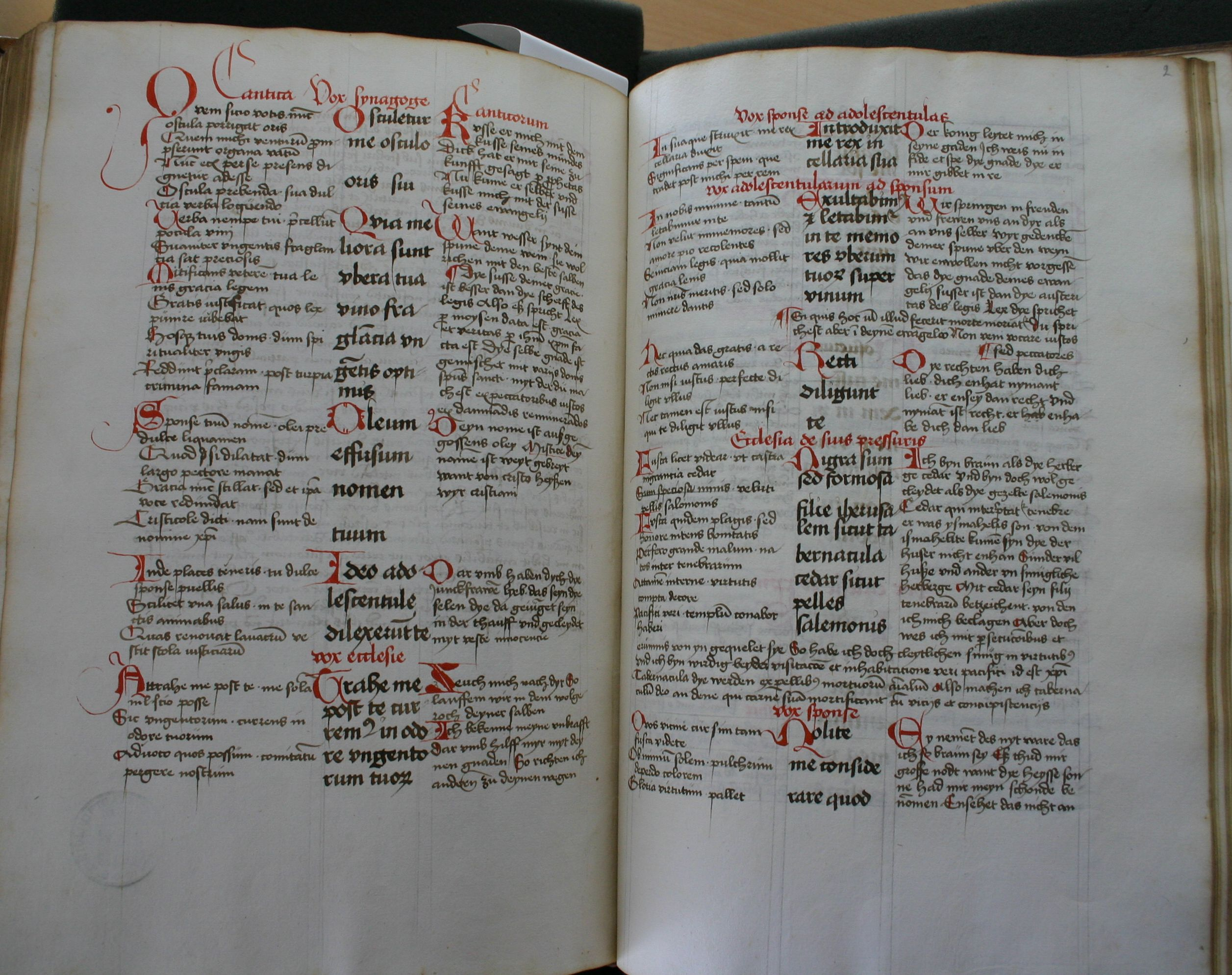
Williram von Ebersberg: 'Hoheliedkommentar' (Handschrift Nb von 1497) mit dreispaltigem Layout; linke und rechte Spalte sind abschnittweise in Übersetzung und Kommentar eingeteilt.

Der Hoheliedkommentar Willirams ist in über 42 Handschriften überliefert und ist somit das am besten überlieferte althochdeutsche Werk. Dies liegt wohl unter anderem daran, dass Williram selber die Ausbreitung des Werks vorangetrieben hat: Mindestens zwei der Textzeugen, die Breslauer (UB, cod. R 347) und die Ebersberger Handschrift sind Autorredaktionen, das heißt, sie sind zu seinen Lebzeiten und unter seiner Aufsicht entstanden. Die übrigen Handschriften sind regional und zeitlich weit gestreut entstanden und dadurch interessant für die mittelhochdeutsche Dialektforschung. Eine der Handschriften, der Leidener Williram, bildet eine wichtige Quelle für das spärlich überlieferte Altniederländische. Der ursprüngliche Aufbau des Werkes ist nicht immer erhalten. In manchen Handschriften ist nur der lateinische Teil kopiert worden, in anderen wurde das technisch anspruchsvolle Layout aufgegeben, und zum Teil wurden die lateinischen Elemente der Mischprosa ins Deutsche übersetzt.

## Sprache des Kommentars
Die Entstehungszeit des Kommentars, die zweite Hälfte des 11. Jahrhunderts, fällt in die Übergangsphase zwischen Alt- und Mittelhochdeutsch. Seine Sprache weist Elemente beider Sprachstufen auf. So sind die Auslautvokale teils schon mit <e> verschriftlicht, was auf die Nebensilbenabschwächung hindeutet. Der Lautwert dieser <e> war wohl ein Schwa. Beispiele dafür sind suôze statt suozi oder scárfe statt sarphī. Teils liegt aber auch noch der althochdeutsche Lautstand vor, wie in Dı́cco oder bézzera.
Der Kommentar ist aus sprachgeschichtlicher Sicht auch deshalb wichtig, weil er in einer Zeit geschrieben und rezipiert wurde, in der wenige volkssprachliche Texte überliefert sind.

## Textprobe
Der Text folgt Schützeichels und Meinekes Edition von 2001. Es handelt sich um den ersten Vers des Hoheliedes. Im lateinischen und althochdeutschen Text sind die aufgelösten Abkürzungen durch Kursivierung markiert.
Lateinischer Verskommentar:
QUEM SITIO VOTIS . NVNC oscula porrigat oris; Quem mihi uenturum prompserunt organa uatum.́ Nunc etiam per se pręsens dignetur adesse. Oscula prębendo . sua dulcia uerba loquendo.

UBERA nempe tui pręcellunt pocula uini.′ Suauiter unguentis fraglantia sat preciosis; Mitificans ueterem tua lenis gratia legem. Gratis iustificat quos lex punire iubebat.′ Hosque tuis donis dum spiritualiter unguis. Reddunt pręclaram post turpia crimina famam.
Text der Vulgata:
OSCVLETUR me osculo oris sui. QVIA meliora sunt ubera tua uino . fraglantia unguentis optimis.
Althochdeutscher Prosakommentar:
CV́SSER. MÍH. MÍT DÉMO cússe sînes. múndes. Dı́cco geˍ ˍhîezzer mir sîne chuônft per prophetas.′nu cúme ér sélbo. unte cússe mih mı́t déro suôze sînes euangelii.

WÁNTA bézzer sı́nt dîne spúnne démo uvîne.́ sîe stı́nchente. mı́t den bézˍ ˍzesten sálbon. Dı́v suôze dînero gratie̜. ı́st bézzera. dánne dîv scárfe déro legis. áls ı́z quît; Lex per moysen data est.′ gratia et veritas per ihesum christum facta est. Dı́v sélba gnâda ı́st gemı́sˍ ˍket mı́t uariis donis spiritus sancti.′ mı́t den dú máchost ex peccatoribus iustos. exˍˍ damnandis remunerandos.
Deutsche Übersetzung:
Er, nach dem ich mit meinen Gebeten verlange, küsse mich nun; seine Kunft haben mir die Orgeln der Propheten offenbart. Nun soll er es auch selber für würdig befinden, da zu sein, seine Küsse gebend und seine süssen Worte redend.
Denn deine Brüste übertreffen Weinkelche. Süss ist ihr Duft durch wertvolle Salben, deine sanfte Gnade mildert das alte Gesetz und rechtfertigt diejenigen umsonst, die das Gesetz zu bestrafen befahl. Und diejenigen, die du mit deinen geistigen Gaben salbst, mehren deinen Ruhm nach ihren Sünden.
Er küsse mich mit dem Kuss seines Mundes. Denn besser sind deine Brüste als Wein, durch den Duft der besten Salben.
Er küsse mich mit dem Kuss seines Mundes. Häufig versprach er mir seine Ankunft durch die Propheten, nun soll er selber kommen und mich mit der Süsse seines Evangeliums küssen.

Denn deine Brüste sind besser als Wein, sie, duftend wegen der besten Salben. Die Süsse deiner Gnade ist besser als die Strenge des Gesetzes, wie es heisst: Das Gesetz ist von Moses gegeben worden, die Gnade und die Wahrheit werden von Christus gemacht. Eben diese Gnade ist gemischt mit verschiedenen Gaben des heiligen Geistes, mit denen du aus den Sündern Gerechte und aus den Verdammten zu Beschenkende machst.

## Ausgaben und Editionen
- Bartelmez, Erminnie H. (Hrsg.). (1967).The „Expositio in Cantica Canticorum“ of Williram Abbot of Ebersberg 1048-1085. A Critical Edition (Memoirs of the American Philosophical Society). Philadelphia: The American Philosophical Society.
- Sanders, Willy (Hrsg.). (1971). (Expositio) Willerammi Eberspergensis Abbatis in Canticis Canticorum (Kleine Deutsche Prosadenkmäler des Mittelalters. Heft 9). München: Wilhelm Fink Verlag.
- Schützeichel, Rudolf und Meineke, Birgit (Hg.) (2001). Die älteste Überlieferung von Willirams Kommentar des Hohen Liedes. Edition. Übersetzung. Glossar. (Studien zum Althochdeutschen. Band 39). (B. Meineke, Hrsg.). Göttingen: Vandenhoeck & Ruprecht.
- Lähnemann, Henrike und Rupp, Michael (Hg.) (2004). Williram von Ebersberg. Expositio in Cantica Canticorum und das 'Commentarium in Cantica Canticorum' Haimos von Auxerre, hg. und übersetzt von H. L. und M. R., Berlin/New York: de Gruyter 2004.